# Gostomin (przystanek kolejowy)
Gostomin – zlikwidowany przystanek stargardzkiej kolei wąskotorowej w Gostominie, w województwie zachodniopomorskim, w Polsce. Przystanek został zlikwidowany przed 1959 rokiem.